# Johannes Vetter
Johannes Vetter (Dresde, 26 de marzo de 1993) es un deportista alemán que compite en atletismo, especialista en la prueba de lanzamiento de jabalina.
Ganó dos medallas en el Campeonato Mundial de Atletismo, oro en 2017 y plata en 2019.
Participó en dos Juegos Olímpicos de Verano, en los años 2016 y 2020, ocupando el cuarto lugar en Río de Janeiro 2016, en el lanzamiento de jabalina.

## Palmarés internacional
| Campeonato Mundial | Campeonato Mundial    | Campeonato Mundial | Campeonato Mundial |
| Año                | Lugar                 | Medalla            | Prueba             |
| ------------------ | --------------------- | ------------------ | ------------------ |
| 2017               | Londres (Reino Unido) | Medalla de oro     | Jabalina           |
| 2019               | Doha (Catar)          | Medalla de bronce  | Jabalina           |